# Bulwell
Bulwell är en stadsdel i Nottingham, i distriktet Nottingham, i grevskapet Nottinghamshire i England. Stadsdelen hade 16 217 invånare år 2021. Bulwell var en civil parish fram till 1899 när blev den en del av Nottingham. Civil parish hade 11 481 invånare år 1891. Staden nämndes i Domedagsboken (Domesday Book) år 1086, och kallades då Bulewelle/Bulwelle.